# Gárgara (ciudad)

Mapa con algunas de las principales antiguas ciudades griegas de Eólida, en la zona septentrional de Asia Menor. Gárgara figura al este de Aso.

Gárgara (en griego, Γάργαρα, Γάργαρος) era una antigua ciudad de la Tróade.
Estrabón dice que era una ciudad eolia que fue fundada por habitantes de Aso aunque parte de los habitantes de Miletúpolis fueron trasladados a Gárgara en época indeterminada y por tanto su población era medio bárbara, medio eolia. El geógrafo la ubica en el promontorio  que forma el golfo Adramiteno, a 140 estadios de Aso. Entre Gárgara y Antandro había un monte llamado Cíleo. Dice que su nombre procede del monte Gárgaro, una de las cumbres del Ida que es citada por Homero como un lugar donde Zeus tenía un altar.
Gárgara perteneció a la Liga de Delos puesto que aparece mencionada en registros de tributos a Atenas entre los años 452/1 y 428/7 a. C.
Se menciona en un epigrama helenístico de Arato en el que Gárgara se cita como un lugar donde ejerció la pedagogía Diotimo de Adramitio.
Se conservan monedas de plata y bronce acuñadas por Gárgara que se han fechado entre 420 y 284 a. C. donde figuran las inscripciones «ΓΑΡΓ», «ΓΑΡ» o «ΓΑΡΓΑΡΕΩΝ».
La fertilidad de su territorio fue destacada por poetas romanos como Virgilio u Ovidio. Macrobio, en sus Saturnales, al analizar los versos de Virgilio, realiza un amplio repaso sobre diversas fuentes que mencionaron tanto la ciudad de Gárgara como el monte Gárgaro.